# Capnodium
Capnodium és un gènere de fongs ascomicot de la família Capnodiaceae. És un dels fongs que produeix la capa de fumagina a diverses parts de les plantes.

## Algunes espècies
- Capnodium acakantherae
- Capnodium annonae
- Capnodium araucariae
- Capnodium armeniacae
- Capnodium arrhizum
- Capnodium australe
- Capnodium axillatum
- Capnodium citri
- Capnodium clavatum
- Capnodium pini
- Capnodium walteri